# Rauco
Rauco è un comune del Cile centrale, che si trova nella Provincia di Curicó, Regione del Maule.
Il comune conta 8 566 abitanti ed il suo territorio si estende per una superficie di 309 km².